# Amana
Amana és el nom d'una petita regió de Guinea, situada a la rodalia de Kouroussa, als dos costats del riu Níger.
Formava part dels dominis d'al-Hadjdj Umar fins que el 1878 va passar a mans de Samori Turé. La regió fou evacuada per Samori el 1891 passant llavors a França. Fou inclosa al cercle de Kankan però el 1903 es va formar el cercle de Kouroussa i la major part de l'Amana i va quedar integrada.